# NGC 157
NGC 157은 고래자리 방향에 있는 정상나선은하이다.